# SK 48

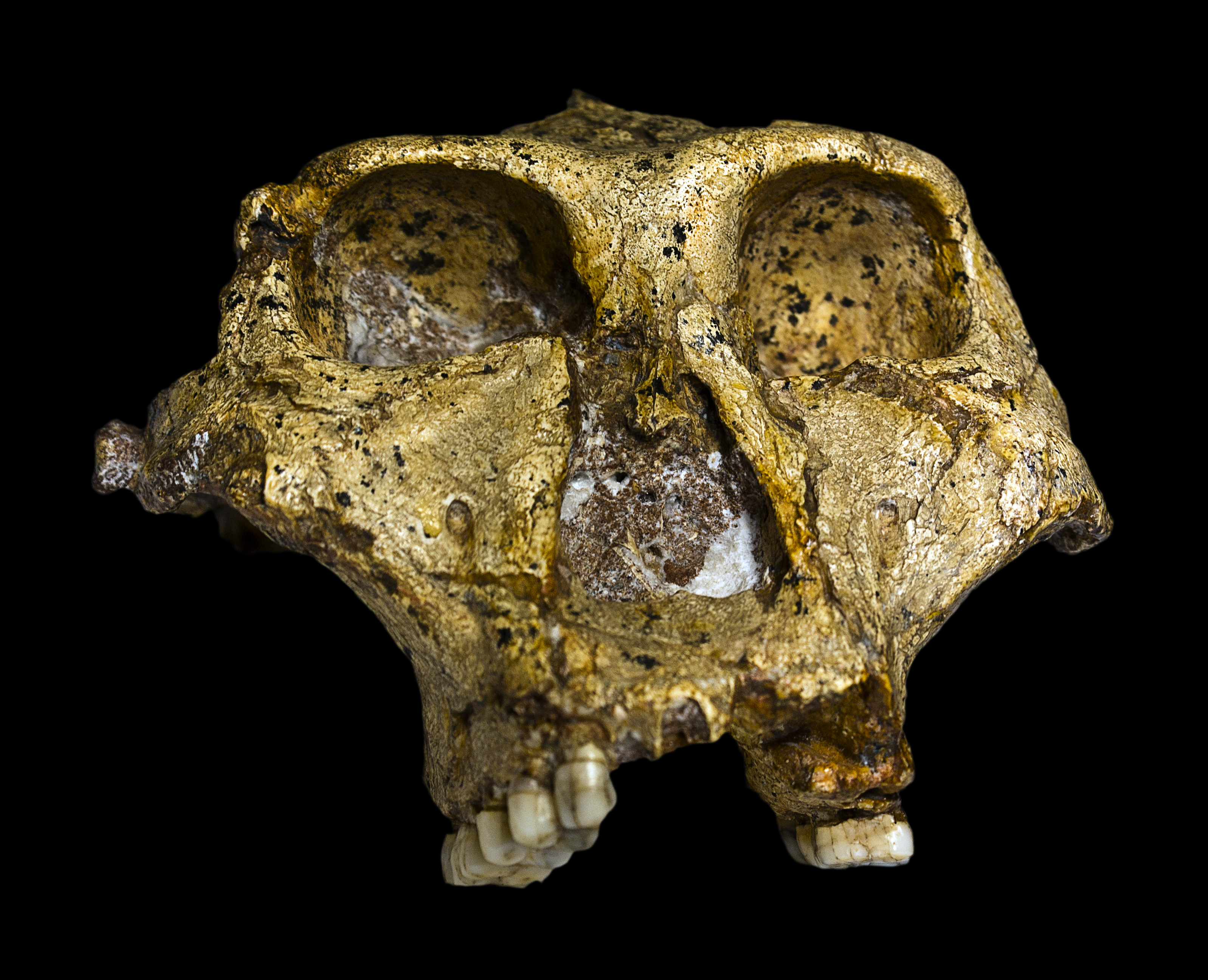
Fossile SK 48 esposto al Ditsong National Museum of Natural History di Pretoria in Sudafrica

SK 48 è il fossile di un cranio di un ominide della specie Paranthropus robustus, datato a circa 1,8 milioni di anni fa, scoperto a Swartkrans in Sudafrica, nel 1948 da Robert Broom.

## Descrizione
SK 48 è il cranio di un australopiteco adulto. Il cranio è relativamente completo, mancando la mascella inferiore e la parte posteriore del cranio; della dentatura si sono conservati il canino destro, il primo premolare e tutti e tre i molari sinistri.
La faccia piatta, causata dalla posizione anteriore degli zigomi, e i molari e premolari estremamente grandi, sono tratti tipici degliParanthropus robustus. Questi sono collegati allo sviluppo di un complesso masticatorio evolutosi per processare alimenti duri e fibrosi. La posizione anteriore degli zigomi lasciava più spazio per il passaggio dei grandi muscoli masticatori dietro l'arco zigomatico. I grandi molari e premolari fornivano ampie superfici per masticare i cibi duri.